# Dolichostoma alpinum
Dolichostoma alpinum là một loài ruồi trong họ Tachinidae.